# Neoperla rougemonti
Neoperla rougemonti är en bäcksländeart som beskrevs av Peter Zwick 1986. Neoperla rougemonti ingår i släktet Neoperla och familjen jättebäcksländor. Inga underarter finns listade i Catalogue of Life.